# Maniche (Haiti)
Maniche este o comună din arondismentul Les Cayes, departamentul Sud, Haiti, cu o suprafață de 124,81 km2 și o populație de 21.766 locuitori (2009).